# Palaospeum septentrionalis
Palaospeum septentrionalis is een slakkensoort uit de familie van de Moitessieriidae. De wetenschappelijke naam van de soort is voor het eerst geldig gepubliceerd in 1996 door Rolan & Ramos.